# Alexsander
Alexsander Cristhian Gomes da Costa, plus simplement connu sous le nom d'Alexsander, né le 8 octobre 2003 à Rio de Janeiro, est un footballeur brésilien qui joue au poste de milieu défensif à l'Atlético Mineiro.

## Biographie

### Carrière en club
Né à Rio de Janeiro au Brésil, Alexsander est formé par le Fluminense, où il commence sa carrière professionnelle.
Il joue son premier match avec l'équipe première du club le 5 novembre 2022, remplaçant Cris Silva à la mi-temps d'une victoire 3-1 à domicile contre le São Paulo FC en Série A.

### Carrière en sélection
En juin 2022, Alexsander est convoqué pour la première fois avec l'équipe du Brésil des moins de 20 ans, pour un tournoi amical.
Le 8 décembre 2022, il est convoqué par Ramon Menezes pour le Championnat d'Amérique du Sud des moins de 20 ans qui a lieu début 2023,.
Le Brésil remporte le championnat pour la première fois en 12 ans, après avoir battu l'Uruguay, son dauphin, lors de la dernière journée,.

## Statistiques

### En club
| Saison                | Club                  | Championnat           | Championnat | Championnat | Championnat | Coupe(s) nationale(s) | Coupe(s) nationale(s) | Coupe(s) nationale(s) | Compétition(s) continentale(s) | Compétition(s) continentale(s) | Compétition(s) continentale(s) | Compétition(s) continentale(s) | Coupe du monde des clubs | Coupe du monde des clubs | Coupe du monde des clubs | Ligue régionale | Ligue régionale | Ligue régionale | Total | Total | Total |
| Saison                | Club                  | Division              | M.          | B.          | P.d.        | M.                    | B.                    | P.d.                  | Comp.                          | M.                             | B.                             | P.d.                           | M.                       | B.                       | P.d.                     | M.              | B.              | P.d.            | M.    | B.    | P.d.  |
| 2022                  | Fluminense FC         | Série A               | 3           | 0           | 0           | -                     | -                     | -                     | -                              | -                              | -                              | -                              | -                        | -                        | -                        | -               | -               | -               | 3     | 0     | 0     |
| 2023                  | Fluminense FC         | Série A               | 19          | 0           | 1           | 2                     | 0                     | 0                     | CL                             | 7                              | 0                              | 1                              | 1                        | 0                        | 0                        | 7               | 2               | 0               | 36    | 2     | 2     |
| 2024                  | Fluminense FC         | Série A               | 15          | 0           | 1           | 2                     | 0                     | 0                     | CL                             | 4                              | 0                              | 0                              | -                        | -                        | -                        | 4               | 0               | 0               | 25    | 0     | 1     |
| Sous-total            | Sous-total            | Sous-total            | 37          | 0           | 2           | 4                     | 0                     | 0                     | -                              | 11                             | 0                              | 1                              | 1                        | 0                        | 0                        | 11              | 2               | 0               | 64    | 2     | 3     |
| 2024-2025             | Al-Ahli FC            | Saudi Pro League      | 10          | 0           | 1           | -                     | -                     | -                     | ACL                            | 7                              | 0                              | 0                              | -                        | -                        | -                        | -               | -               | -               | 17    | 0     | 1     |
| Total sur la carrière | Total sur la carrière | Total sur la carrière | 47          | 0           | 3           | 4                     | 0                     | 0                     | -                              | 18                             | 0                              | 1                              | 1                        | 0                        | 0                        | 11              | 2               | 0               | 81    | 2     | 4     |

## Palmarès
Brésil -20 ans
- Championnat d'Amérique du Sud
  - Champion en 2023